# Reclam de xeremies
El reclam de xeremies, xeremia bessona o xeremieta és un instrument aeròfon de llengüeta simple batent idioglota, tradicional d'Eivissa.
Està constituït per dos tubs de canya, de la mateixa dimensió, units per mitjà d'una llaçada i unes petites peces de plom que estabilitzen els tubs. En cada un d'aquests tubs s'hi han practicat el mateix nombre de forats: en els instruments tradicionals eren quatre a la part frontal i un al darrere, mentre que modernament s'ha tendit a eliminar el forat posterior. A l'extrem superior de cada una de les canyes s'hi ha inserit una canya més estreta amb la llengüeta idioglota, és a dir, practicada sobre la mateixa canya. Modernament això tendeix a no ser així, sinó que la llengüeta es talla directament sobre les canyes. Semblantment, els tubs, ara, sovint s'uneixen sols lligant-los.
Tradicionalment aquest sistema de forats donava lloc a una escala pentatònica d'afinació variable, cosa que -evidentment- s'altera en fer-hi un forat menys.
El seu ús estava relacionat amb la senyalització i amb la crida dels ramats. No era, doncs, un instrument musical en el sentit més estricte del mot. El seu so, fort i estrident, és adequat a la seva funció. Segons alguns autors es feia sonar aplicant la tècnica de la respiració circular. Cada dit tapa dos forats, un de cada tub, posant-lo pla sobre ambdues canyes, de manera que no està destinat a produir polifonia malgrat que tècnicament seria possible.
Diversos investigadors consideren provat que prové del maït, un instrument de l'Egipte hel·lenístic. En tot cas, sí que és clar que pertany al mateix grup que la zummara de Tunísia i altres clarinets dobles del nord d'Àfrica.
En la classificació de Hornbostel-Sachs es troben en el grup dels conjunts d'instruments de llengüeta simple, als quals correspon la numeració 422.22.